# Micrasema morosum
Micrasema morosum is een schietmot uit de familie Brachycentridae. De soort komt voor in het Palearctisch gebied.